# Blakea gregii
Blakea gregii är en tvåhjärtbladig växtart som beskrevs av Frank Almeda. Blakea gregii ingår i släktet Blakea och familjen Melastomataceae. Inga underarter finns listade i Catalogue of Life.